# Orlando Smith
Daniel Orlando Smith (ur. 28 sierpnia 1944 w Tortola) – szef ministrów (premier) Brytyjskich Wysp Dziewiczych od 17 czerwca 2003 do 22 sierpnia 2007. Lider Narodowej Partii Demokratycznej. Premier Brytyjskich Wysp Dziewiczych od 9 listopada 2011 do 25 lutego 2019.

## Życiorys
Dr Orlando Smith z wykształcenia jest lekarzem, specjalistą w dziedzinie położnictwa. Przez wiele lat przed wkroczeniem w świat polityki pracował w swoim zawodzie. Polityką zainteresował się relatywnie późno. Został najpierw wybranym do Rady Legislacyjnej (parlamentu) Brytyjskich Wysp Dziewiczych w 1999 jako lider stworzonej przez siebie Narodowej Partii Demokratycznej.
W 2003 w wyborach parlamentarnych jego partia wywalczyła zwycięstwo, zdobywając 8 z 15 mandatów i pokonała tym samym rządzącą nieprzerwanie od 1971 Partię Wysp Dziewiczych.
W wyborach parlamentarnych w 20 sierpnia 2007 Narodowa Partia Demokratyczna poniosła druzgoczącą klęskę, zdobywając tylko dwa mandaty spośród 13 wybieranych w głosowaniu. Smith pozostał jednak członkiem parlamentu, stając się liderem opozycji.